# Vernawahlshausen
Vernawahlshausen is een dorp in de gemeente Wesertal in de Duitse deelstaat Hessen.
De plaats heeft een eigen spoorwegstation.

## Geschiedenis
Vernawahlshausen fuseerde op 1 februari 1971 met Lippoldsberg tot de gemeente Wahlsburg, die op 1 januari 2020 fuseerde met de gemeente Oberweser tot de gemeente Wesertal.
Arenborn · Gewissenruh · Gieselwerder · Gottstreu · Heisebeck · Lippoldsberg · Oedelsheim · Vernawahlshausen